# Abdul Rashid
Abdul Rashid, född 3 mars 1947 i Bannu i Khyber Pakhtunkhwa, död 4 november 2020, var en pakistansk landhockeyspelare.
Han tog OS-guld i herrarnas landhockeyturnering i samband med de olympiska sommarspelen 1968 i Mexiko City.
Han tog därefter OS-silver i herrarnas landhockeyturnering i samband med de olympiska sommarspelen 1972 i München.
Han tog slutligen OS-brons i samma idrott i samband med de olympiska sommarspelen 1976 i Montréal.